# Schlacht an der Strėva
Die am 2. Februar 1348 ausgetragene Schlacht an der Strėva, auch als Schlacht an der Strebe bezeichnet, war ein Gefecht zwischen dem Deutschen Orden und Truppen des Großfürstentums Litauen im Rahmen der Litauerkriege des Deutschen Ordens. Sie fand an den Ufern des Flusses Strėva, einem rechten Nebenlauf der Memel, unweit des heutigen Žiežmariai südöstlich von Kaunas statt. Das Treffen endete mit einer schweren Niederlage der Litauer.

## Vorgeschichte
Wichtigstes Kriegsziel des Deutschen Ordens im Baltikum während des 14. Jahrhunderts war die Eroberung Niederlitauens. Damit wollte der Orden eine Landbrücke zwischen seinen beiden Kerngebieten Preußen und Livland gewinnen. Der seit 1303 eskalierende Konflikt mit den vehement das Sakrament der Taufe ablehnenden und ebenfalls zur Eroberung neigenden Herrschern Litauens verschaffte dem Deutschen Orden und dem von ihm geprägten Staatsgefüge im Spätmittelalter die Legitimation zur kriegerischen Auseinandersetzung mit den „ungläubigen“ Litauern. Nachdem Bestrebungen zu raumgreifenden Eroberungen mit der Zerstörung der Bayerburg Anfang der 1340er Jahre gescheitert waren, suchte man mit tiefen Vorstößen nach Litauen dessen Großfürsten durch Zerstörung ihrer Machtbasen nachhaltig zu schwächen. Der Orden, selbst personell zu schwach, war dabei auf die Hilfe sogenannter ritterlicher Ordensgäste angewiesen, die man mit auf Traditionen der Kreuzzüge sowie den Idealen des Rittertums beruhenden Heilsversprechungen für den Kampf im Osten zu gewinnen suchte.
Im Spätherbst des Jahres 1347 ergab sich eine für den Deutschen Orden aussichtsreiche Konstellation: Infolge eines Waffenstillstandes im Kriege zwischen England und Frankreich erschien eine ungewöhnlich große Anzahl von Gastrittern beider Mächte zum „Heidenkampf“ auf der Marienburg und in Königsberg. Zusätzlich bot ein früher Winter mit strengem Frost die Möglichkeit, im unwegsamen und sumpfigen Litauen einen tiefen Vorstoß auf die Hauptburgen Wilna und Trakai zu führen. Mitte Dezember setzte allerdings Tauwetter ein, was den Auszug des Heeres um einige Wochen verzögerte. Erst Mitte Januar 1348 setzten sich zwei Marschsäulen von Marienburg und Königsberg nach Litauen in Bewegung. Während die vom Hochmeister Heinrich Dusemer geführte Kolonne bei Insterburg aufgrund schlechten Wetters (Schneestürme) stehenblieb, gelangte die vom Großkomtur Winrich von Kniprode und dem Ordensmarschall Otto von Danfeld angeführte Heeresabteilung bis in die Gegend südöstlich von Kaunas. Nach dem Übergang über die Streva sah sich dieses Heer einer Umfassung durch die bei Kaunas unbemerkt konzentrierte litauische Heeresmacht unter dem Großfürsten Kęstutis sowie seiner Brüder Narimantas und Manvydas gegenüber. Die litauischen Heeresabteilungen blockierten den Rückzugsweg über die Streva.

## Schlachtverlauf
Über den Verlauf der Schlacht ist verhältnismäßig wenig bekannt. Einzige Quelle bildet das Geschichtswerk des Wigand von Marburg. Dieses aber wurde erst fünfzig Jahre nach dem Geschehen erstellt.
Unstrittig ist jedoch der Sachverhalt, dass das Heer des Ordens durch die am westlichen Ufer der Streva stehenden Litauer von jeglichem Nachschub und Rückzugsmöglichkeit abgeschnitten war. Eine weiträumige Umgehung schien in Anbetracht der Umstände (Unwegsamkeit sowie ungünstige Witterung) unmöglich.
Kniprode und Danfeld entschieden sich in der Folge zu einem unkonventionellen Manöver: Sie täuschten einen weiteren Vormarsch nach Osten auf Wilna und Trakai vor, legten hingegen auf geeignetem Gelände (dichtem Wald hinter vermutlich freiem Feld östlich der vereisten Streva) einen Hinterhalt. In Anbetracht der vermeintlich unmittelbaren Bedrohung Wilnas verließen die Litauer vermutlich ihre vorteilhafte Stellung am Westufer der Streva und setzten dem Ordensheer nach.
Inwieweit eine Furt durch den Fluss eine Rolle spielte, oder nun einsetzendes Tauwetter das folgende Geschehen entschied, bleibt umstritten. Faktisch überritt jedoch, nach kurzem Gefecht der Bogen- und Armbrustschützen, die schwere Reiterei des Ordens die Vorhut der Litauer. Die Ordens- und ihre Gastritter drängten die unmittelbar nachfolgende Hauptmacht des litauischen Heeres in die Streva. Laut Wigand sollen die Ritter in der Folge „trockenen Fusses“ über die Streva gelangt sein. Das würde bedeuten, dass man auf der Masse der Toten den Fluss überquert hätte.
Gerade dieser Sachverhalt gibt Anlass zur Kritik: Die Streva war nie ein tiefer Fluss, wo man in Massen ertrinken könnte. Allerdings war der Fluss zumindest im Februar 1348 teilweise vereist, da Wigand von Marburg selbst bekennt, dass „Gottes unabänderlicher Wille den Fluss vom Eise befreite“, und führte unter Umständen somit Hochwasser.
Die vom Gegner unvermutete Attacke der schweren Reiterei des Ordens auf günstigem Gelände entschied die Schlacht. Für schwere Verluste der Litauer spricht die Tatsache, dass sich einige Nachkommen des Großfürsten Gediminas unter den Toten befunden haben müssen. So finden Narimantas und Manvydas in späteren Aufzeichnungen keinerlei Erwähnung mehr.
Daher bildet die Schlacht an den Ufern der Streva ein frühes Exempel für die taktische Ausnutzung des Terrains bei nachteiligen Bedingungen.

## Folgen
In der Folge stieß der livländische Ordenszweig im Herbst 1348 ohne nennenswerte Gegenwehr bis Šiauliai vor und der litauische Einfluss auf Pskow und Smolensk schwand. Der Deutsche Orden war seinerseits aufgrund innerer Schwierigkeiten nicht in der Lage, seinen Erfolg auszunutzen. So verlor er aufgrund der verheerenden Pestwelle 1351 ein Viertel seiner Ritterbrüder. Da auch Zuzug aus Westeuropa ausblieb, reichten die militärischen Kräfte des Ordens nicht aus, raumgreifende Operationen gegen die Streitmacht der litauischen Großfürsten durchzuführen.

### Zeitgenössische Chroniken
- Wigand von Marburg: Chronica nova Prutenica (in Fragmenten überliefert, um 1400)